# موروراتا
موروراتا (به اسپانیایی: Cerro Mururata) یک کوه در بولیوی است که در شهرستان لاپاز (بولیوی) واقع شده‌است. موروراتا ۵٬۸۷۱ متر بالاتر از سطح دریا واقع شده‌است.